# Class de 2-ban Me ni Kawaii Onna no Ko to Tomodachi ni Natta
Class de 2-ban Me ni Kawaii Onna no Ko to Tomodachi ni Natta (クラスで2番目に可愛い女の子と友だちになった Kurasu de Ni-ban Me ni Kawaii Onna no Ko to Tomodachi ni Natta?), también conocida de forma abreviada como Kuranika (クラにか?), es una serie de novelas ligeras de comedia romántica japonesa escrita por Takata e ilustrada por Tom Osabe (primer volumen) y Azuri Hyūga (del segundo volumen). La serie comenzó a publicarse en línea en noviembre de 2020 en Kakuyomu, la plataforma de novelas generadas por usuarios de Kadokawa. Posteriormente, Kadokawa Shoten publicó siete volúmenes y un volumen de historia paralela desde diciembre de 2021 bajo el sello Kadokawa Sneaker Bunko. Una adaptación al manga, con ilustraciones de Rin Ono, se ha publicado en línea a través de Comic Alive+ de Media Factory desde julio de 2022 y se ha recopilado en cinco volúmenes tankōbon. Una adaptación a anime producida por Connect se estrenará en 2026.

## Personajes
Maki Maehara (前原 真樹 Maehara Maki?)
 Seiyū: Haruki Ishiya (PV, anime)
Umi Asanagi (朝凪 海 Asanagi Umi?)
 Seiyū: Manaka Iwami (PV, anime)
Yū Amami (天海 夕 Amami Yū?)
 Seiyū: Sayumi Suzushiro (PV, anime)
Nina Nitta (新田新奈 Nitta Nīna?)
 Seiyū: Ikumi Hasegawa (anime)

## Contenido de la obra

### Novelas ligeras
La novela ligera fue escrito por Tobirano, Class de 2-ban Me ni Kawaii Onna no Ko to Tomodachi ni Natta comenzó a serializarse  en Kakuyomu, el sitio web de novelas generadas por usuarios de Kadokawa Corporation, el 30 de noviembre de 2020. Posteriormente, comenzó a publicarse, con ilustraciones de Tom Osabe y Azuri Hyūga, bajo el sello de novelas ligeras Kadokawa Sneaker Bunko de Kadokawa Shoten, el 24 de diciembre de 2021. Se han publicado siete volúmenes y un volumen de historia paralela hasta mayo de 2025.
| Volúmenes de novelas ligeras publicadas | Volúmenes de novelas ligeras publicadas | Volúmenes de novelas ligeras publicadas |
| Número                                  | Fecha de lanzamiento                    | ISBN                                    |
| --------------------------------------- | --------------------------------------- | --------------------------------------- |
| 1                                       | 24 de diciembre de 2021                 | ISBN 978-4-04-112034-7                  |
| 2                                       | 29 de julio de 2022                     | ISBN 978-4-04-112035-4                  |
| 3                                       | 28 de diciembre de 2022                 | ISBN 978-4-04-113287-6                  |
| 4                                       | 1 de junio de 2023                      | ISBN 978-4-04-113731-4                  |
| 5                                       | 1 de noviembre de 2023                  | ISBN 978-4-04-113732-1                  |
| 6                                       | 1 de mayo de 2024                       | ISBN 978-4-04-114918-8                  |
| 7                                       | 1 de octubre de 2024                    | ISBN 978-4-04-115434-2                  |
| 7.5                                     | 1 de mayo de 2025                       | ISBN 978-4-04-116154-8                  |

### Manga
Una adaptación al manga ilustrada por Rin Ono comenzó a serializarse en el sitio web Comic Alive+ de Media Factory el 27 de julio de 2022. Hasta noviembre de 2024 se han lanzado cinco volúmenes tankōbon.
| Volúmenes de manga publicados | Volúmenes de manga publicados | Volúmenes de manga publicados |
| Número                        | Fecha de lanzamiento          | ISBN                          |
| ----------------------------- | ----------------------------- | ----------------------------- |
| 1                             | 1 de marzo de 2023            | ISBN 978-4-04-112034-7        |
| 2                             | 26 de mayo de 2023            | ISBN 978-4-04-811220-8        |
| 3                             | 27 de octubre de 2023         | ISBN 978-4-04-811245-1        |
| 4                             | 28 de mayo de 2024            | ISBN 978-4-04-811289-5        |
| 5                             | 28 de noviembre de 2024       | ISBN 978-4-04-811378-6        |

### Anime
Se anunció una adaptación al anime durante la transmisión en vivo del "Sneaker Bunko 35th Anniversary Festa!" de Kadokawa, el 24 de septiembre de 2023. Posteriormente, se confirmó que se trataría de una serie de televisión producida por Connect y dirigida por Hideki Tachibana, con la composición de la serie a cargo de Keiichirō Ōchi y el diseño de personajes a cargo de Shoko Takimoto. Su estreno está previsto para 2026.

## Recepción
En la edición de 2024 de la guía anual de novelas ligeras de Takarajimasha, Kono Light Novel ga Sugoi!, la serie se ubicó en el puesto 21 en la categoría de bunkobon. También se ubicó en el séptimo puesto en el Next Light Novel Award de 2022 y ganó el Next Light Novel Award de 2023 en la categoría de bunkobon, organizado por Kimirano.
La serie cuenta con más de 900.000 ejemplares en circulación.